# Corbin Bleu
Corbin Bleu Reivers, ameriški pevec, igralec, plesalec in fotomodel, * 21. februar 1989, Brooklyn, New York, Združene države Amerike.
Najbolj znan je po svojih vlogah v mladinskih filmih, kot sta Catch that kid (kjer je imel glavno vlogo) in High school musical.